# 21ns Premis del Cinema Europeu
Els 21ns Premis del Cinema Europeu, presentats per l'Acadèmia del Cinema Europeu, van reconèixer l'excel·lència del cinema europeu. La cerimònia va tenir lloc el 6 de desembre de 2008 al Forum København de Copenhague. El presentador de la cerimònia fou l'actor i periodista danès Mikael Bertelsen. Hi van assistir els príncepos hereus de Dinamarca Frederic i Maria.
L'any 2008, les regles i categories dels premis no van canviar respecte d'anys anteriors, només es va afegir el nom de l'anterior premi al millor director de fotografia europeu amb el nom del mític director de fotografia italià Carlo Di Palma, mort quatre anys abans.
El 4 de setembre de 2008, l'Acadèmia del Cinema Europeu va publicar la llista de 44 llargmetratges considerats per al premi, vint dels quals eren proposats pels països amb més acadèmia, i vint-i-sis pel Consell d'Administració de l'EFA, amb la participació d'experts convidats. La llista de pel·lícules d'uns 27 països mostrava clarament la diversitat de la cinematografia europea. La llista de nominats al premi es va donar a conèixer el 8 de novembre, al Festival de Cinema Europeu de Sevilla.
Les dues pel·lícules amb més nominacions van ser les italianes Gomorra de Matteo Garrone i Il divo de Paolo Sorrentino, ambdues de marcada actualitat política. L'alemanya-israeliana Vals Im Bashir d'Ari Folman i l'espanyola L'orfenat de Juan Antonio Bayona en tenien quatre cadascuna, la francesa Entre les murs de Laurent Cantet dues i la britànica Expiació una, entre les més destacades.
La gran triomfadora de la nit fou Gomorra, basada en el llibre de Roberto Saviano sobre Nàpols i la Camorra i que ha havia guanyat el Gran Premi del Festival de Canes, va guanyar totes les seves nominacions (millor pel·lícula, director, actor, guió i fotografia). El de millor actriu fou per la britànica Kristin Scott Thomas per Il y a longtemps que je t'aime, i el premi del públic va ser per a la pel·lícula de fantasia Harry Potter i l'orde del Fènix.
Finalment, el premi a la millor contribució al cinema europeu la van rebre col·lectivament els directors danesos del grup Dogma 95 (Lars von Trier, Thomas Vinterberg, Søren Kragh-Jacobsen i Kristian Levring), i el premi a la trajectòria l'actriu britànica Judi Dench.

## Pel·lícules seleccionades
1. 12 - director: Nikita Mikhalkov
2. Aanrijding in Moscou - director: Christophe Van Rompaey
3. Expiació dirigida per Joe Wright
4. Battle for Haditha dirigida per Nick Broomfield
5. Benvinguts al nord - director: Dany Boon
6. Boogie - director: Radu Muntean
7. Caótica Ana - director: Julio Medem[8]
8. Cztery noce z Anna - director: Jerzy Skolimowski
9. Delta - director: Kornél Mundruczó
10. L'onada - director: Dennis Gansel
11. Diorthosi - director: Thanos Anastopoulos
12. Duska - director: Jos Stelling
13. Eden - dirigit per Declan Recks
14. L'orfenat - director: Juan Antonio Bayona
15. Entre les murs dirigida per Laurent Cantet
16. Etz Limon (שגרט לימון / עץ לימון) - director: Eran Riklis
17. Flammen & Citronen - director: Ole Christian Madsen
18. Giorni e nuvole - director: Silvio Soldini
19. Gomorra - director: Matteo Garrone
20. Happy: un conte sobre la felicitat dirigit per Mike Leigh
21. Home - directora: Ursula Meier
22. Hunger dirigit per Steve McQueen
23. Il divo - director: Paolo Sorrentino
24. Jas sum od Titov Veles - director: Teona Strugar Mitevska
25. Kærlighed på film - director: Ole Bornedal
26. Karamazovi - director: Petr Zelenka
27. Katyń - director: Andrzej Wajda
28. Kirschblüten – Hanami - director: Doris Dörrie
29. La Graine et le Mulet - director: Abdellatif Kechiche
30. Le Silence de Lorna - dirigida pels Jean-Pierre i Luc Dardenne
31. Ljubav i drugi zločini dirigit per Stefan Arsenijević
32. Mongol - director: Serguei Bodrov
33. Moram spavat' anđele - director: Dejan Aćimović
34. Musta jää - director: Petri Kotwica
35. O' Horten - director: Bent Hamer
36. Ping-pongkingen - director: Jens Jonsson
37. Revanche - director: Götz Spielmann
38. Teško je biti fin - director: Srđan Vuletić
39. Tres días - dirigida per Francisco Javier Gutiérrez
40. Un conte de Noël - director: Arnaud Desplechin
41. Üç Maymun - director: Nuri Bilge Ceylan
42. Vals Im Bashir (ואלס עם באשיר) dirigit per Ari Folman
43. Wolke Neun - director: Andreas Dresen
44. Zift (Дзифт) - director: Javor Gardev

## Guanyadors i nominats
Els guanyadors estan en fons groc i en negreta.

### Millor pel·lícula europea
| Títol                              | Director(s)         | Productor(s)                                                                      | País                       |
| ---------------------------------- | ------------------- | --------------------------------------------------------------------------------- | -------------------------- |
| Gomorra                            | Matteo Garrone      | Domenico Procacci                                                                 | Itàlia                     |
| Il Divo                            | Paolo Sorrentino    | Nicola Giuliano Andrea Occhipinti                                                 | Itàlia                     |
| Entre les murs                     | Laurent Cantet      | Caroline Benjo Carole Scotta                                                      | França                     |
| Happy: un conte sobre la felicitat | Mike Leigh          | Simon Channing Williams                                                           | Regne Unit                 |
| L'orfenat                          | Juan Antonio Bayona | Mar Targarona                                                                     | Espanya                    |
| Vals Im Bashir                     | Ari Folman          | Ari Folman Serge Lalou Gerhard Meixner Yael Nahlieli Roman Paul Richard O’Connell | Israel / França / Alemanya |

### Premi Fassbinder
| Títol        | Director(s)        | Productor(s)                                                     | País                                              |
| ------------ | ------------------ | ---------------------------------------------------------------- | ------------------------------------------------- |
| Hunger       | Steve McQueen      | Laura Hastings-Smith Robin Gutch                                 | Regne Unit                                        |
| Snijeg       | Aida Begić         | François d'Artemare Benny Drechsel Karsten Stöter Elma Tataragić | Bòsnia i Hercegovina / Alemanya / França / Iran   |
| Tatil Kitabı | Seyfi Teoman       | Nadir Öperli Yamaç Okur                                          | Turquia                                           |
| Tulpan       | Serguei Dvortsevoi | Karl Baumgartner Thanassis Karathanos Ielena Iatsura             | Alemanya / Suïssa / Kazakhstan / Rússia / Polònia |

### Millor director europeu
| Receptor(s)      | Títol          |
| ---------------- | -------------- |
| Matteo Garrone   | Gomorra        |
| Laurent Cantet   | Entre les murs |
| Andreas Dresen   | Wolke neun     |
| Ari Folman       | Vals Im Bashir |
| Steve McQueen    | Hunger         |
| Paolo Sorrentino | Il Divo        |

### Millor actriu europea
| Receptor(s)          | Títol                              |
| -------------------- | ---------------------------------- |
| Kristin Scott Thomas | Il y a longtemps que je t'aime     |
| Hiam Abbass          | Etz Limon                          |
| Arta Dobroshi        | Le silence de Lorna                |
| Sally Hawkins        | Happy: un conte sobre la felicitat |
| Belén Rueda          | L'orfenat                          |
| Ursula Werner        | Wolke Neun                         |

### Millor actor europeu
| Receptor(s)                      | Títol                 |
| -------------------------------- | --------------------- |
| Toni Servillo                    | Il Divo Gomorra       |
| Michael Fassbender               | Hunger                |
| Thure Lindhardt · Mads Mikkelsen | Flammen & Citronen    |
| James McAvoy                     | Expiació              |
| Jürgen Vogel                     | L'onada               |
| Elmar Wepper                     | Kirschblüten - Hanami |

### Millor guió europeu
| Receptor(s)                                                                                             | Títol          |
| --- | -------------- |
| Maurizio Braucci · Ugo Chiti · Gianni Di Gregorio · Matteo Garrone · Massimo Gaudioso · Roberto Saviano | Gomorra        |
| Suha Arraf · Eran Riklis                                                                                | Etz Limon      |
| Ari Folman                                                                                              | Vals Im Bashir |
| Paolo Sorrentino                                                                                        | Il Divo        |

### Millor fotografia
| Receptor(s)                        | Títol     |
| ---------------------------------- | --------- |
| Marco Onorato                      | Gomorra   |
| Luca Bigazzi                       | Il Divo   |
| Óscar Faura                        | L'orfenat |
| Serguei Trofimov · Rogier Stoffers | Mongol    |

### Millor compositor
| Receptor(s)        | Títol                |
| ------------------ | -------------------- |
| Max Richter        | Vals Im Bashir       |
| Tuur Florizoone    | Aanrijding in Moscou |
| Dario Marianelli   | Expiació             |
| Fernando Velázquez | L'orfenat            |

### Millor documental - Prix arte
| Títol                         | Director(s)                     | País               |
| ----------------------------- | ------------------------------- | ------------------ |
| René                          | Helena Třeštíková               | Txèquia            |
| Durakovo: Le village des fous | Nino Kirtadze                   | França             |
| Fados                         | Carlos Saura                    | Portugal / Espanya |
| Kinder. Wie die Zeit vergeht. | Thomas Heise                    | Alemanya           |
| La mère                       | Antoine Cattin Pavel Kostomarov | Suïssa             |
| Man on Wire                   | James Marsh                     | Regne Unit         |
| Naufragés des Andes           | Gonzalo Arijón                  | França             |
| Občan Havel                   | Pavel Koutecký Miroslav Janek   | Txèquia            |
| Pyhän kirjan varjo            | Arto Halonen                    | Finlàndia          |
| The Dictator Hunter           | Klaartje Quirijns               | Països Baixos      |

### Millor curtmetratge
Els nominats al millor curtmetratge foren seleccionats per un jurat independent a diversos festivals de cinema d'arreu d'Europa.
| Títol                  | Director(s)                 | País                 | Festival                  |
| ---------------------- | --------------------------- | -------------------- | ------------------------- |
| Frankie                | Darren Thornton             | Irlanda              | Festival de Berlín        |
| Raak                   | Hanro Smitsman              | Països Baixos        | Festival de Gant          |
| The Apology Line       | James Lees                  | Regne Unit           | Festival de Cork          |
| Un bisou pour le monde | Cyril Paris                 | França               | Seminci                   |
| Procrastination        | Johnny Kelly                | Regne Unit           | Festival de Angers        |
| Joy                    | Joe Lawlor Christine Molloy | Regne Unit           | Festival de Rotterdam     |
| The Pearce Sisters     | Luis Cook                   | Regne Unit           | Festival de Tampere       |
| Time is Running Out    | Marc Reisbig                | Regne Unit           | Festival de Cracòvia      |
| Uguns                  | Laila Pakalnina             | Letònia              | Festival de Grimstad      |
| Smáfuglar              | Rúnar Rúnarsson             | Islàndia             | Festival d'Edimburg       |
| Love You More          | Sam Taylor-Wood             | Regne Unit           | Festival de Vila do Conde |
| Tolerantia             | Ivan Ramadan                | Bòsnia i Hercegovina | Festival de Sarajevo      |
| De onbaatzuchtigen     | Koen Dejaegher              | Bèlgica              | Mostra de Venècia         |
| Türelem                | Laszlo Nemes                | Hongria              | Festival de Drama         |

### Premi d'excel·lència
| Persona              | Activitat         | Pel·lícula       |
| -------------------- | ----------------- | ---------------- |
| Magdalena Biedrzycka | vestuari          | Katyń            |
| Márton Ágh           | director artístic | Delta            |
| Laurence Briaud      | muntador          | Un conte de Noël |
| Petter Fladeby       | dissenyador de so | O' Horten        |

### Premis del Públic
Els guanyadors del Premi del Públic van ser escollits per votació en línia.
| Pel·lícula                      | Director                   | País                                                |
| ------------------------------- | -------------------------- | --------------------------------------------------- |
| Harry Potter i l'orde del Fènix | David Yates                | Regne Unit / Estats Units                           |
| Arn - Tempelriddaren            | Peter Flinth               | Suècia / Dinamarca / Noruega / Finlàndia / Alemanya |
| Expiació                        | Joe Wright                 | Regne Unit / França                                 |
| Ben X                           | Nic Balthazar              | Bèlgica / Països Baixos                             |
| Benvinguts al nord              | Dany Boon                  | França                                              |
| L'onada)                        | Dennis Gansel              | Alemanya                                            |
| L'orfrnat                       | Juan Antonio Bayona        | Espanya / Mèxic                                     |
| Ensemble, c'est tout            | Claude Berri               | França                                              |
| Keinohrhasen                    | Til Schweiger              | Alemanya                                            |
| Mongol                          | Serguei Bodrov             | Rússia / Alemanya / Kazakhstan                      |
| REC                             | Jaume Balagueró Paco Plaza | Espanya                                             |
| No n'hi ha prou amb una vida    | Ferzan Özpetek             | Itàlia / França / Turquia                           |

### Premi FIPRESCI
- La Graine et le Mulet d' Abdellatif Kechiche

### Premi del mèrit europeu al Cinema Mundial
- Lars von Trier
- Thomas Vinterberg
- Søren Kragh-Jacobsen
- Kristian Levring

### Premi a la carrera
- Judi Dench

## Galeria

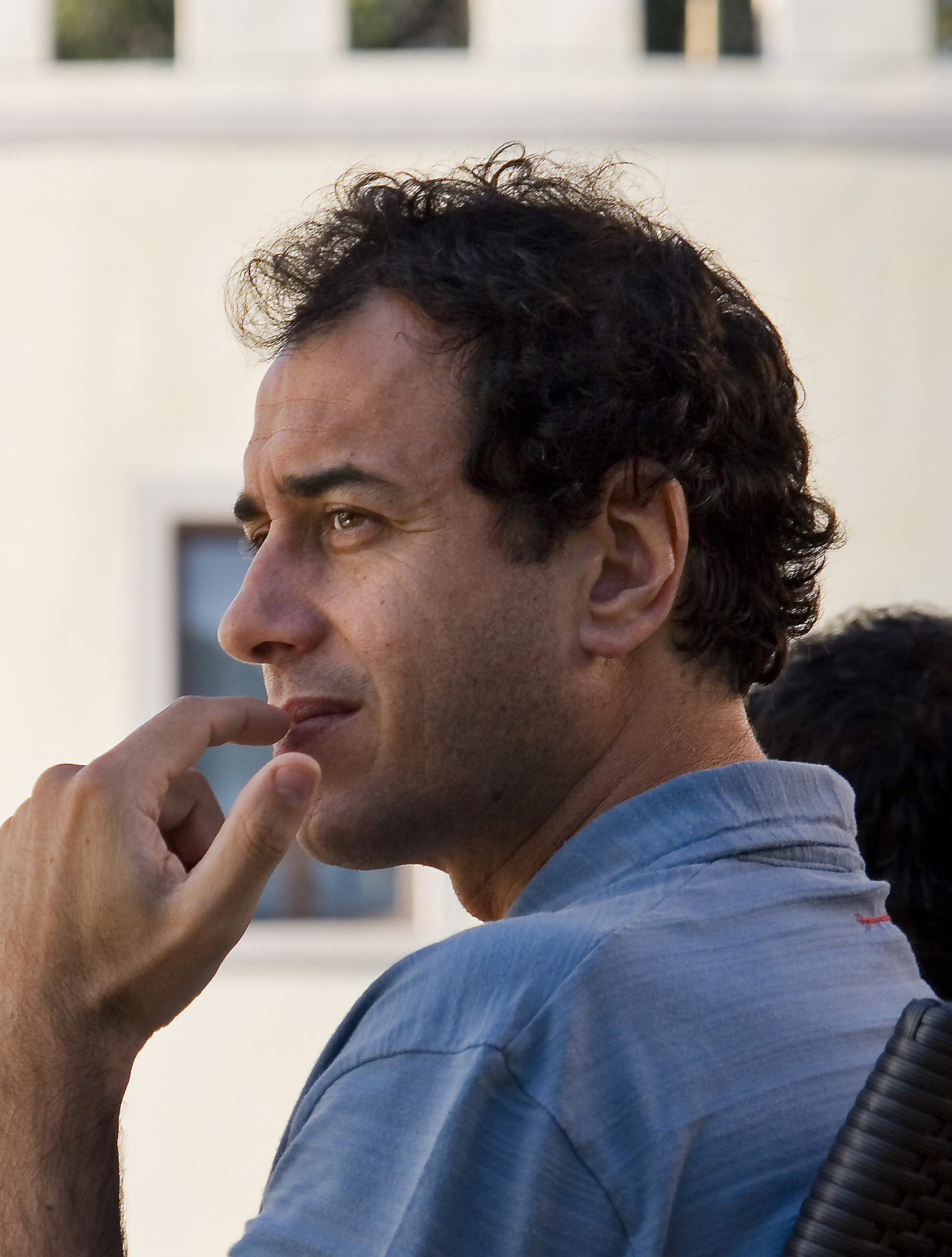
Matteo Garrone, millor pel·lícula, director i guió
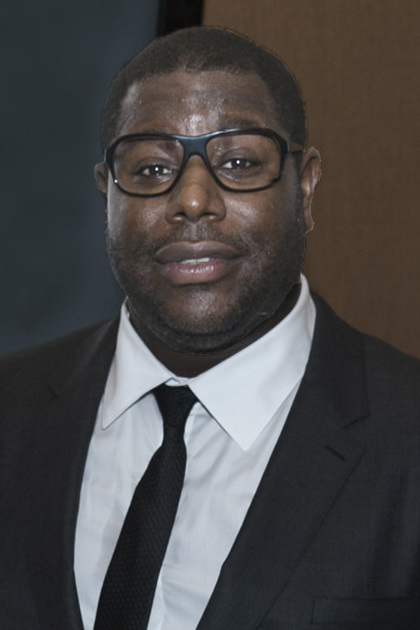
Steve McQueen, premi Fassbinder
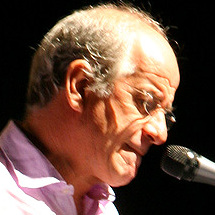
Toni Servillo, millor actor
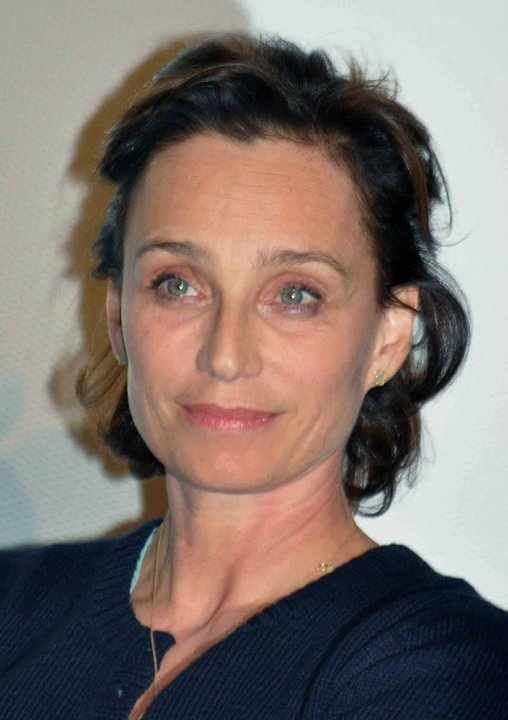
Kristin Scott Thomas, millor actriu
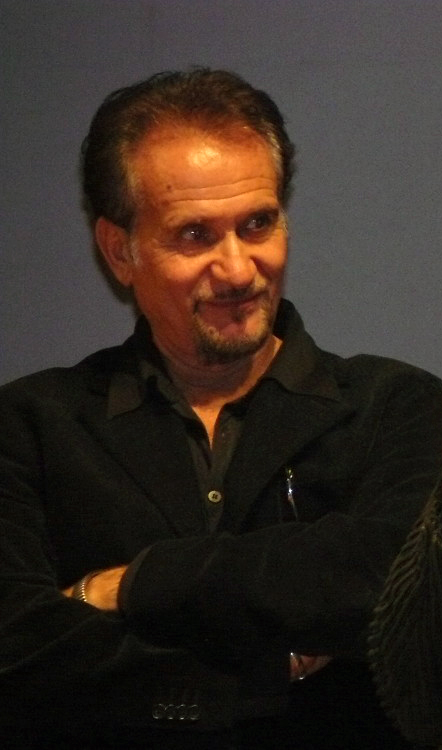
Ugo Chiti, millor guió
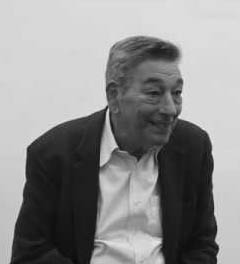
Gianni Di Gregorio, millor guió
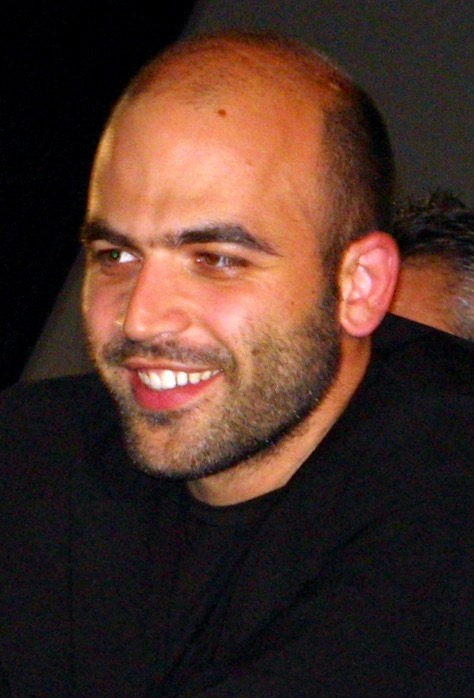
Roberto Saviano, millor guió
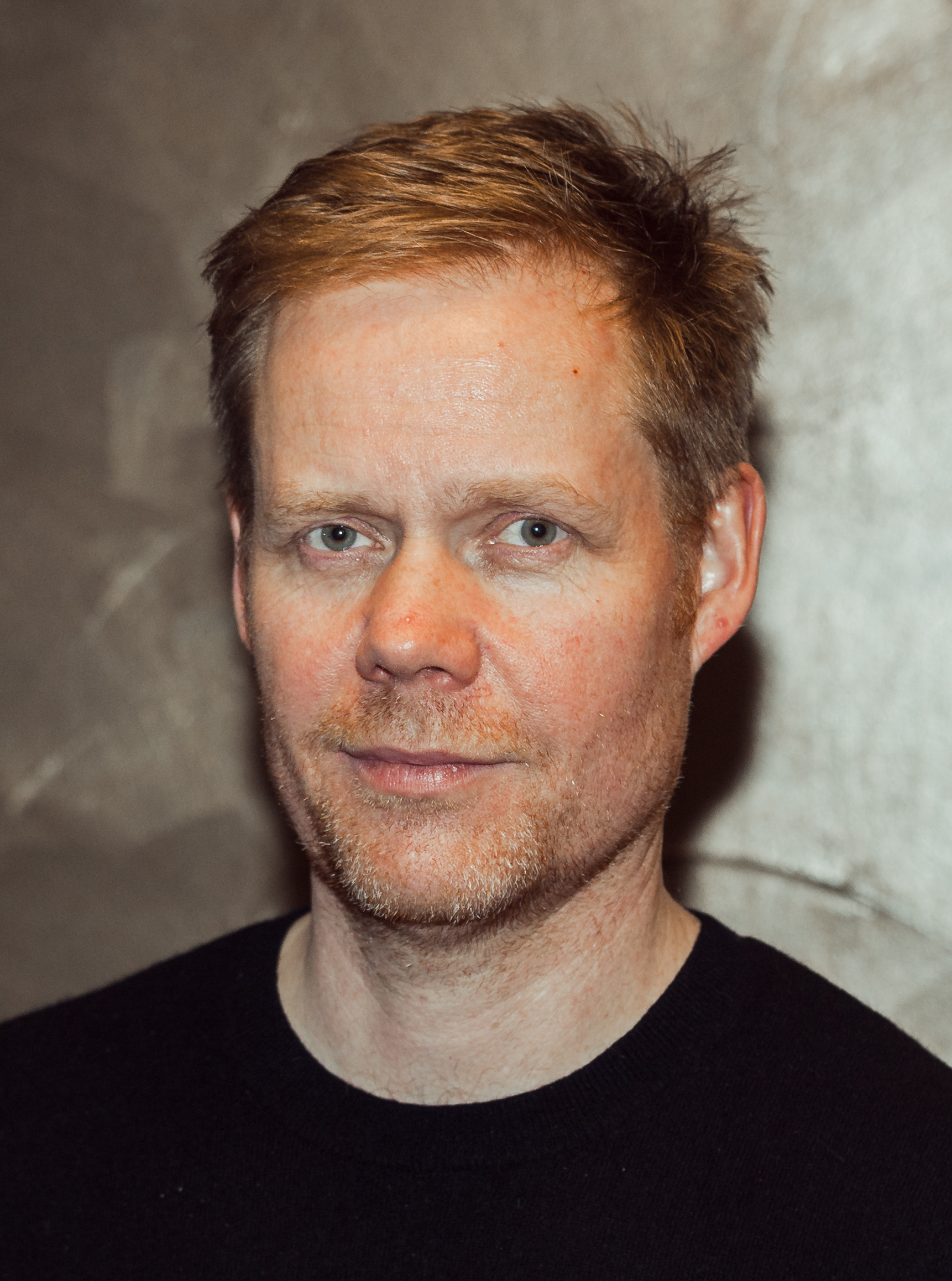
Max Richter, millor compositor
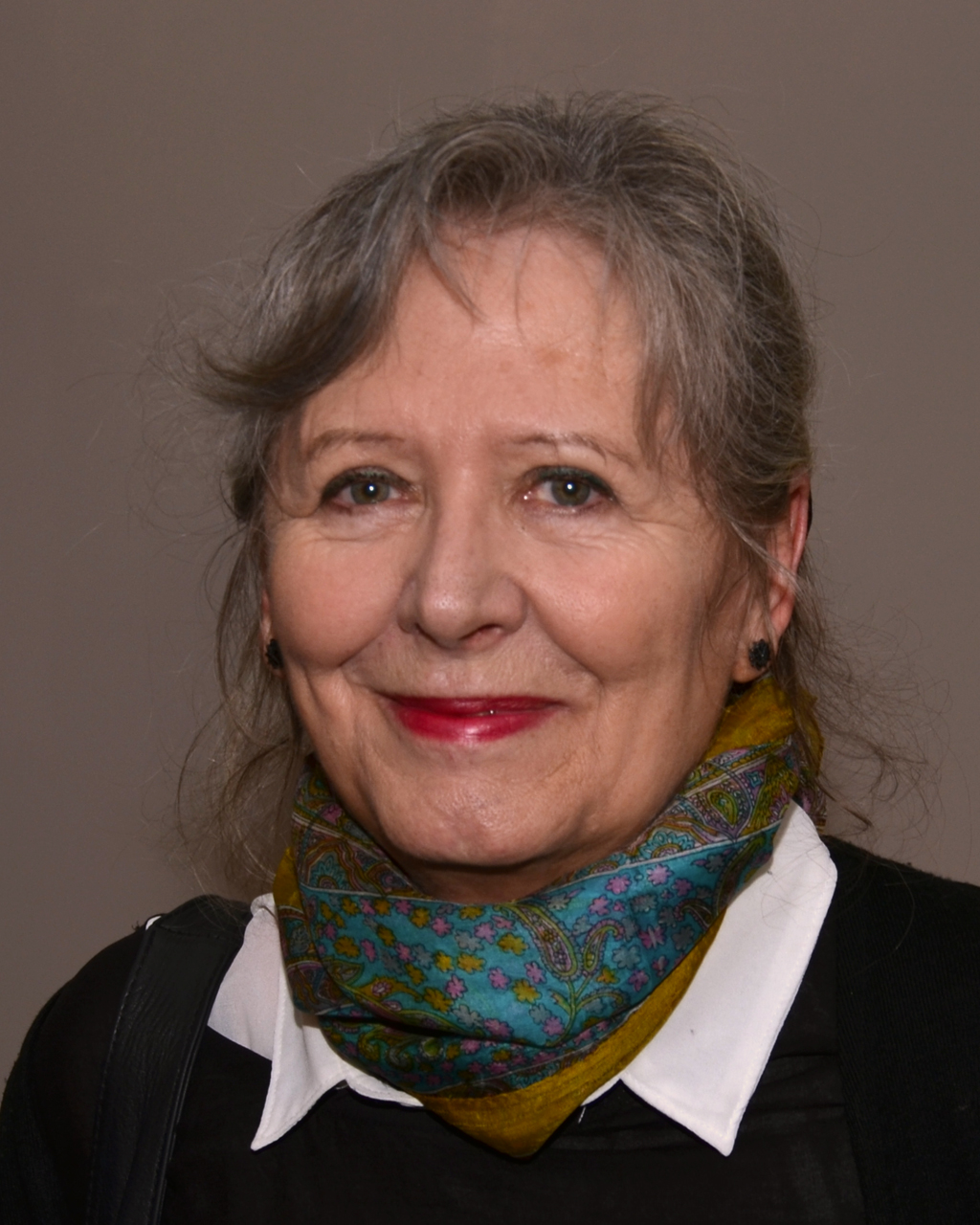
Helena Třeštíková, millor documental
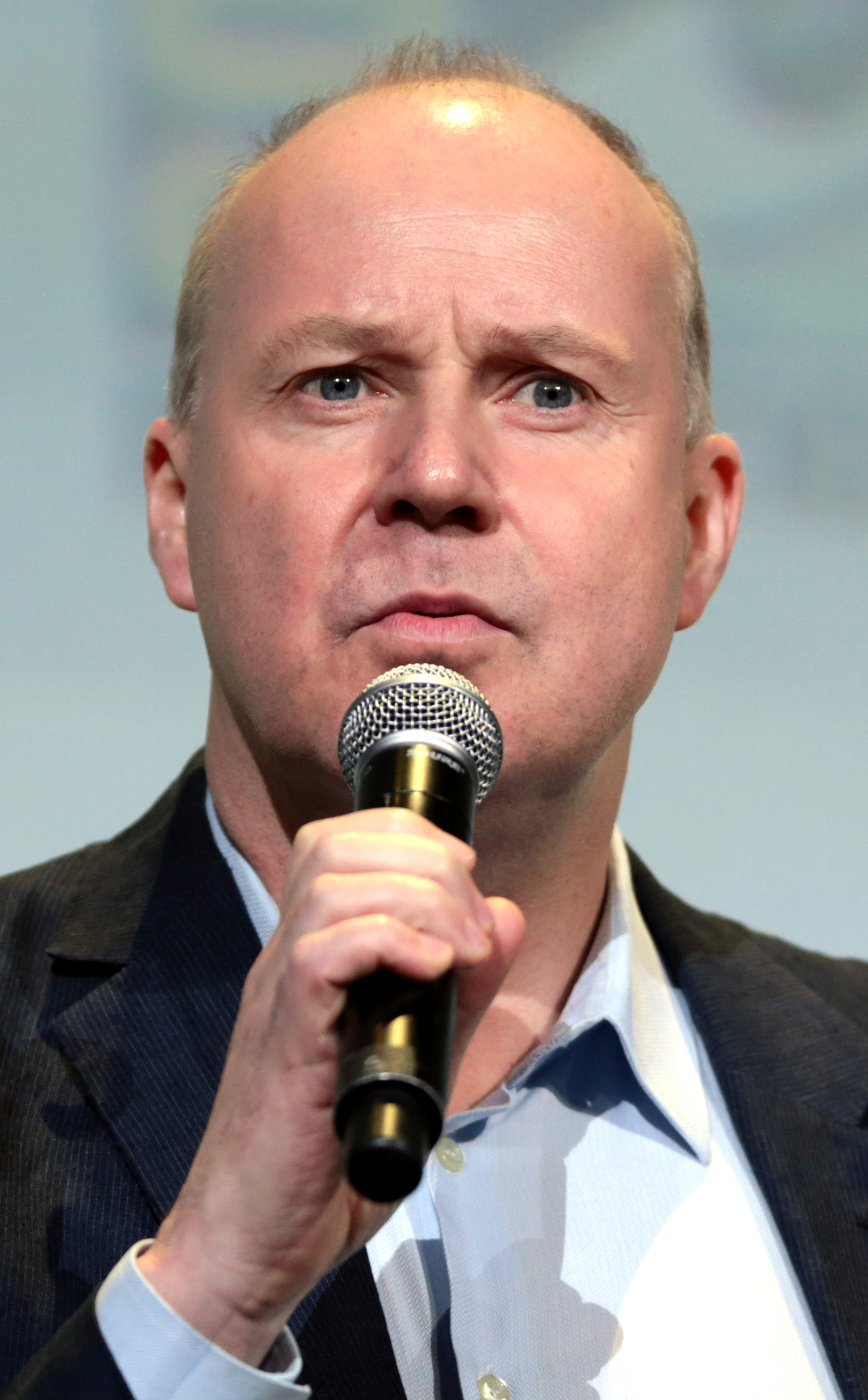
David Yates, primi del públic
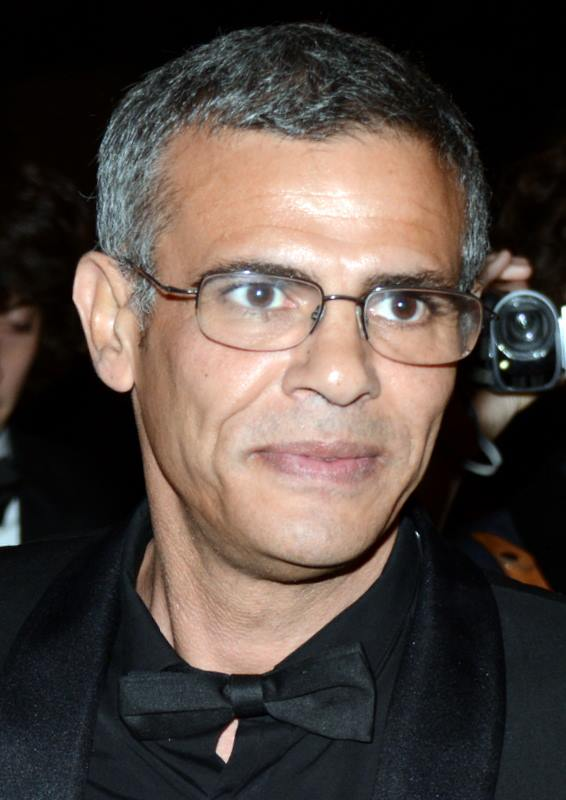
Abdellatif Kechiche, premi Fipresci
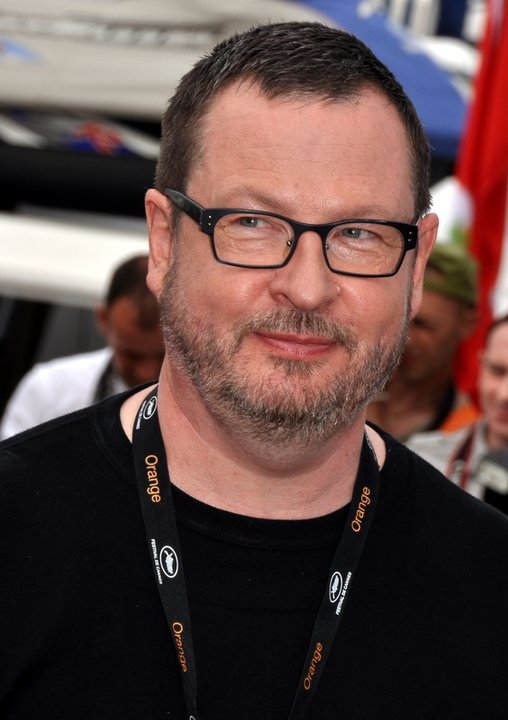
Lars Von Trier, premi al mèrit
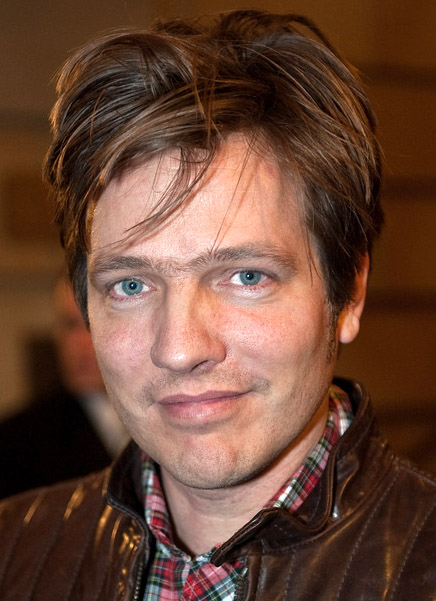
Thomas Vinterberg, premi al mèrit
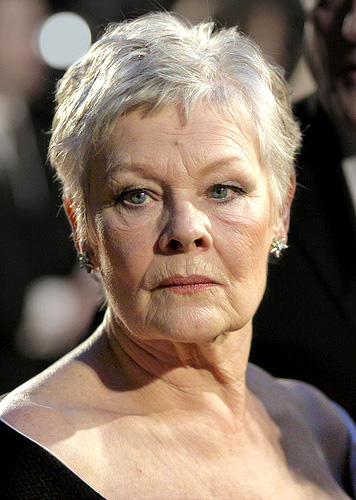
Judi Dench, premi a la trajectoria